# Międzynarodowy Jazzowy Konkurs Skrzypcowy im. Zbigniewa Seiferta
Międzynarodowy Jazzowy Konkurs Skrzypcowy im. Zbigniewa Seiferta (ang. Zbigniew Seifert International Jazz Violin Competition) SEIFERT COMPETITION – konkurs muzyczny odbywający się co 2 lata, przeznaczony dla młodych muzyków, którzy reprezentują różne style muzyczne. Organizatorem konkursu jest Fundacja im. Zbigniewa Seiferta w Warszawie. Organizator konkursu poszukuje indywidualności na miarę Zbigniewa Seiferta (1946-1979), jednego z najważniejszych polskich muzyków jazzowych, obdarzonego wyjątkowym talentem, którego przedwczesna śmierć przekreśliła międzynarodową karierę. 
W konkursie mogą uczestniczyć skrzypkowie, altowioliści i wiolonczeliści z całego świata, grający muzykę jazzową i improwizowaną, w wieku do 38 roku życia. Uczestnicy zakwalifikowani do etapu półfinałowego i finałowego zobowiązani są zaprezentować oprócz kompozycji dowolnych również kompozycje Zbigniewa Seiferta.  

## I edycja
I edycja odbyła się w dniach 16–19 lipca 2014: 
- 16-17 lipca 2014, godz. 19.00 – Europejskie Centrum Muzyki Krzysztofa Pendereckiego w Lusławicach – przesłuchania konkursowe (półfinały)

- 18 lipca 2014, godz. 19.00 – Europejskie Centrum Muzyki Krzysztofa Pendereckiego w Lusławicach – przesłuchania konkursowe (finał)

- 19 lipca 2014, godz. 19.00 – koncert galowy w Krakowie – Muzeum Sztuki i Techniki Japońskiej Manggha w Krakowie

| Laureaci I edycji | Laureaci I edycji | Laureaci I edycji                                            | Laureaci I edycji                                                                                 |
| I nagroda (10.000 EURO) | II nagroda (5.000 EURO) | III nagroda (2 x 1.000 EURO) ex aequo                        | Nagroda publiczności                                                                              |
| --- | --- | ------------------------------------------------------------ | ------------------------------------------------------------------------------------------------- |
| Bartosz Dworak, Polska | Apel.les Carod-Requesens, Hiszpania | Roman Janoska, Słowacja                                      | Stanisław Słowiński, Polska                                                                       |
| | | Dawid Lubowicz, Polska                                       |                                                                                                   |
| | |                                                              |                                                                                                   |
| Finaliści I edycji | Półfinaliści I edycji | Jury I edycji                                                | Sekcja rytmiczna                                                                                  |
| Klemens Bittmann, Austria Apel.les Carod Requesens, Hiszpania Bartosz Dworak, Polska Roman Janoska, Słowacja Dawid Lubowicz, Polska | Jason Anick, USA Klemens Bittmann, Austria Apel.les Carod Requesens, Hiszpania Bartosz Dworak, Polska Łukasz Górewicz, Polska Roman Janoska, Słowacja Dawid Lubowicz, Polska Tomoko Omura, Japonia Eva Slongo, Szwajcaria Stanisław Słowiński, Polska | Mark Feldman - vn Glen Moore - b prof. Janusz Stefański - dr | Paweł Kaczmarczyk Audiofeeling Trio: Paweł Kaczmarczyk - p Maciej Adamczak - b Patryk Dobosz - dr |

## II edycja
II edycja odbyła się pomiędzy 24-27 sierpnia 2016
- 24-25 sierpnia 2016, godz. 19.00 – Europejskie Centrum Muzyki Krzysztofa Pendereckiego w Lusławicach – przesłuchania konkursowe (półfinały)
- 26 sierpnia 2016, godz. 19.00 – Europejskie Centrum Muzyki Krzysztofa Pendereckiego w Lusławicach – przesłuchania konkursowe (finał)
- 27 sierpnia 2016, godz. 19.00 – koncert galowy w Krakowie - Muzeum Sztuki i Techniki Japońskiej Manggha

| Laureaci II edycji | Laureaci II edycji | Laureaci II edycji | Laureaci II edycji |
| I nagroda (10.000 EURO) | II nagroda (2 x 2.500 EURO) ex aequo | III nagroda (2.000 EURO)                                                                                              | Nagroda publiczności                                                                                                  |
| --- | --- | --- | --- |
| Mateusz Smoczyński, Polska | Florian Willeitner, Niemcy | Mario Forte, Francja                                                                                                  | Dominika Rusinowska, Polska                                                                                           |
| | Apel.les Carod-Requesens, Hiszpania – II nagroda | | |
| | | | |
| Zwycięzcy nagród specjalnych: | | | |
| Mateusz Smoczyński i Stephan Braun                                                                                                   | koncert w Hamburgu 20 listopada 2016 we współpracy z Fundacją Współpracy Polsko-Niemieckiej i Jazz Federation Hamburg | koncert w Hamburgu 20 listopada 2016 we współpracy z Fundacją Współpracy Polsko-Niemieckiej i Jazz Federation Hamburg | koncert w Hamburgu 20 listopada 2016 we współpracy z Fundacją Współpracy Polsko-Niemieckiej i Jazz Federation Hamburg |
| Mario Forte | koncert w Warszawie 16 grudnia 2016. Koncert ufundowany przez Jazzarium Foundation i Polskie Radio 2 | koncert w Warszawie 16 grudnia 2016. Koncert ufundowany przez Jazzarium Foundation i Polskie Radio 2                  | koncert w Warszawie 16 grudnia 2016. Koncert ufundowany przez Jazzarium Foundation i Polskie Radio 2                  |
| Mateusz Smoczyński | koncert w 2017 w ramach festiwalu Emanacje ufundowany przez Europejskie Centrum Muzyki Krzysztofa Pendereckiego | koncert w 2017 w ramach festiwalu Emanacje ufundowany przez Europejskie Centrum Muzyki Krzysztofa Pendereckiego       | koncert w 2017 w ramach festiwalu Emanacje ufundowany przez Europejskie Centrum Muzyki Krzysztofa Pendereckiego       |
| Stephan Braun | koncert w 2017 w ramach Letniego Jazzowego Festiwalu w Piwnicy pod Baranami | koncert w 2017 w ramach Letniego Jazzowego Festiwalu w Piwnicy pod Baranami                                           | koncert w 2017 w ramach Letniego Jazzowego Festiwalu w Piwnicy pod Baranami                                           |
| | | | |
| Finaliści II edycji | Półfinaliści II edycji | Jury II edycji | Sekcja rytmiczna |
| Mario Forte, Francja Stephan Braun, Niemcy Mateusz Smoczyński, Polska Apel.les Carod Requesens, Hiszpania Florian Willeitner, Niemcy | Mario Forte, Francja Stephan Braun, Niemcy Mateusz Smoczyński, Polska Apel.les Carod Requesens, Hiszpania Florian Willeitner, Niemczy Mathias Levy, Francja Krzysztof Lenczowski, Polska Dominika Rusinowska, Polska Florian Sighartner, Niemcy Marcin Hałat, Polska | Mark Feldman Josh Grossman prof. Janusz Stefański                                                                     | Paweł Kaczmarczyk Audiofeeling Trio: Paweł Kaczmarczyk – p Jakub Dworak – b Dawid Fortuna – dr                        |

## III edycja
III edycja odbyła się pomiędzy 25-28 lipca 2018.
- 25-26 lipca 2018 - Europejskie Centrum Muzyki Krzysztofa Pendereckiego w Lusławicach – przesłuchania konkursowe (półfinały)
- 27 lipca 2018 - Europejskie Centrum Muzyki Krzysztofa Pendereckiego w Lusławicach - przesłuchania koncertowe (finał)
- 28 lipca 2018 - koncert galowy w Krakowie, Kino Kijów:  Koncert:  I cześć: laureaci III edycji + Dominik Wania Trio  II cześć: John Scofield, John Medeski + KONGLOMERAT Big Band pod batutą Nikoli Kołodziejczyka

Reportaż
| Laureaci III edycji | Laureaci III edycji | Laureaci III edycji                                              | Laureaci III edycji                                                    |
| I nagroda (10.000 EURO) | II nagroda (5.000 EURO) | III nagroda (2.000 EURO)                                         | Nagroda publiczności                                                   |
| --- | --- | ---------------------------------------------------------------- | ---------------------------------------------------------------------- |
| Mario Forte, Francja | Layth Sidiq, Jordania | Gabriel Terracciano, USA                                         | Amalia Obrębowska, Polska                                              |
| | |                                                                  |                                                                        |
| Finaliści III edycji | Półfinaliści III edycji | Jury III edycji                                                  | Sekcja rytmiczna                                                       |
| Mario Forte, Francja Benjamin „Benni” von Gutzeit, Niemcy Layth Sidiq, Jordania Gabriel Terracciano, USA Cécile Delzant, Francja | Greg Byers, USA Cécile Delzant. Francja Tadas Dešukas, Litwa George Dumitriu, Rumunia Mario Forte, Francja Francisco Palazón González, Hiszpania Benjamin „Benni” von Gutzeit, Niemcy Marcin Hałat, Polska Amalia Obrębowska, Polska Youenn Rohaut, Francja Layth Sidiq, Jordania Gabriel Terracciano, USA | Mark Feldman Michał Urbaniak Dominique Pifarély Erik Friedlander | Dominik Wania Trio: Dominik Wania – p Max Mucha – b Dawid Fortuna – dr |

## IV edycja
IV edycja odbyła się pomiędzy 8-10 lipca 2020.
- 8 lipca 2020 - wersja on-line przesłuchania konkursowe (półfinały) - dzień I
- 9 lipca 2020 - wersja on-line przesłuchania konkursowe (półfinały) - dzień II
- 10 lipca 2020 - wersja on-line przesłuchania konkursowe (półfinały) - dzień III

| Laureaci IV edycji                                                                      | Laureaci IV edycji | Laureaci IV edycji | Laureaci IV edycji                                         |
| I nagroda (10.000 EURO)                                                                 | II nagroda (po 5.000 EURO) | III nagroda (po 2.000 EURO) | Nagroda publiczności                                       |
| --------------------------------------------------------------------------------------- | --- | --- | ---------------------------------------------------------- |
| Nie przyznano                                                                           | Johannes Dickbauer, Niemcy | Omer Ashano, Izrael | Gabriel Vieira, Brazylia                                   |
|                                                                                         | Youenn Rohaut, Francja | Clement Janinet, Francja |                                                            |
|                                                                                         | | |                                                            |
| Nagroda dziennikarzy                                                                    | Nagrody specjalne | |                                                            |
| Greg Byers, USA                                                                         | Dawid Czernik - 1.000 EURO | |                                                            |
|                                                                                         | | |                                                            |
| Finaliści IV edycji                                                                     | Półfinaliści IV edycji | Jury IV edycji | Sekcja rytmiczna                                           |
| Johanness Dickbauer Youenn Rohaut Omer Ashano Clement Janinet Greg Byers Gabriel Vieira | John Pearce, UK João Silva, Portualia Dominic Ingham, UK Kristijan Krajnčan, Słowenia Johanness Dickbauer, Austria Gabriel Terracciano, USA Tadas Dešukas, Kristjan Rudanovski Youenn Rohaut Omer Ashano Clement Janinet Greg Byers Gabriel Vieira Dawid Czernik | Mark Feldman Michał Urbaniak Ernst Reijseger Jury dziennikarzy: Paweł Brodowski - PL Ian Patterson - UK Mary James - UK Anne Yven (CitizenJazz) - FR Martin Laurenthius (JazzThing) - DE | wersja on-line, każdy z uczestników grał ze swoim zespołem |

## V edycja
V edycja odbyła się pomiędzy 24-29 sierpnia 2022.
- 24 sierpnia 2022 - Europejskie Centrum Muzyki Krzysztofa Pendereckiego w Lusławicach – przesłuchania konkursowe (półfinały)
- 25 sierpnia 2022 - Europejskie Centrum Muzyki Krzysztofa Pendereckiego w Lusławicach – przesłuchania konkursowe (półfinały)
- 26 sierpnia 2022 - Europejskie Centrum Muzyki Krzysztofa Pendereckiego w Lusławicach - przesłuchania koncertowe (finał)
- 29 sierpnia 2022 - koncert galowy w Krakowie, ICE Kraków: Remembering Tomasz Stańko/Seifert Competition: Marcin Wasilewski Trio feat. Nils Peter Moelver

| Laureaci V edycji | Laureaci V edycji | Laureaci V edycji                            | Laureaci V edycji                                        |
| I nagroda (40.000 PLN) | II nagroda (20.000 PLN) | III nagroda (10.000 PLN)                     | Nagroda publiczności                                     |
| --- | --- | -------------------------------------------- | -------------------------------------------------------- |
| Kacper Malisz | Gabriel Vieira, Brazylia | Amalia Obrębowska, Polska                    | Eduardo Bortolotti, Meksyk                               |
| | | Benjamin Sutin, USA                          |                                                          |
| | |                                              |                                                          |
| Finaliści V edycji | Półfinaliści V edycji | Jury V edycji                                | Sekcja rytmiczna                                         |
| Joao Silva - Portugalia Wojciech Barteczek - Polska Kacper Malisz - Polska Gabriel Vieira - Brazylia Amalia Obrębowska - Polska Benjamin Sutin - USA | Guilherme Pimenta Joao Silva - Portugalia Lucy Southern - Francja Wojciech Barteczek - Polska Serge Hirsch - Francja Kacper Malisz - Polska Gabriel Vieira - Brazylia Amalia Obrębowska - Polska Benjamin Sutin - USA Eduardo Bortolotti Lopez - Meksyk | Mark Feldman Michał Urbaniak Miroslav Vitous | Piotr Wyleżoł - p Michał Barański - b Dawid Fortuna - dr |

## VI edycja
VI edycja odbyła się pomiędzy 26-29 września 2024.
- 26 września 2024 - Muzeum Tadeusza Kantora CRICOTEKA – przesłuchania konkursowe (półfinały)
- 27 września 2024 - Muzeum Tadeusza Kantora CRICOTEKA – przesłuchania konkursowe (półfinały)
- 28 września 2024 - Muzeum Tadeusza Kantora CRICOTEKA - przesłuchania koncertowe (finał)
- 29 września 2024 - Muzeum Tadeusza Kantora CRICOTEKA: Anja Lechner - wiolonczela, Francois Couturier - fortepian

| Laureaci VI edycji | Laureaci VI edycji | Laureaci VI edycji                           | Laureaci VI edycji                                      |
| I nagroda (40.000 PLN) | II nagroda (20.000 PLN) | III nagroda (10.000 PLN)                     | Nagroda publiczności                                    |
| --- | --- | -------------------------------------------- | ------------------------------------------------------- |
| Anais Drago, Włochy | Hugo Van Rechem, Francja | Tomohiro Ishii, Japonia                      | João Silva, Portugalia                                  |
| | |                                              |                                                         |
| Finaliści VI edycji | Półfinaliści VI edycji | Jury VI edycji                               | Sekcja rytmiczna                                        |
| Aleksandra Kryńska - Polska Anais Drago - Włochy Hugo Van Rechem - Francja Amalia Obrębowska - Polska Joao Silva - Portugalia | Aleksandra Kryńska - Polska Anais Drago - Włochy Hugo Van Rechem - Francja Amalia Obrębowska - Polska Joao Silva - Portugalia Tomohiro Ishii - Jap Wojtek Maciejowski - Polska Andrew Magill - USA Chase Potter - USA Michał Schab - Polska | Anja Lechner Michał Urbaniak Ernst Reijseger | Dominik Wania - p Michał Kapczuk - b Dawid Fortuna - dr |